# Lagruère
Lagruère (gaskognisch L’Agruèra) ist eine französische Gemeinde mit 343 Einwohnern (Stand 1. Januar 2022) im Département Lot-et-Garonne in der Region Nouvelle-Aquitaine (vor 2016 Aquitanien). Die Gemeinde gehört zum Arrondissement Marmande und zum Kanton Les Forêts de Gascogne. Die Einwohner werden Lagruériens genannt.

## Geografie
Lagruère liegt etwa 41 Kilometer nordwestlich von Agen an der Garonne mit ihrem Zufluss Tareyre und am Garonne-Seitenkanal. Umgeben wird Lagruère von den Nachbargemeinden Sénestis im Norden und Nordwesten, Fauillet im Norden und Nordosten, Tonneins im Osten, Villeton im Süden, Calonges im Westen und Südwesten sowie Le Mas-d’Agenais im Westen.

## Bevölkerungsentwicklung
| Jahr                       | 1962 | 1968 | 1975 | 1982 | 1990 | 1999 | 2006 | 2011 | 2018 |
| Einwohner                  | 439  | 434  | 379  | 362  | 347  | 318  | 323  | 357  | 329  |
| Quellen: Cassini und INSEE |      |      |      |      |      |      |      |      |      |

## Sehenswürdigkeiten
- Kirche Saint-Aignan
- Kirche Saint-Étienne in Lamarque